# Martin Helme

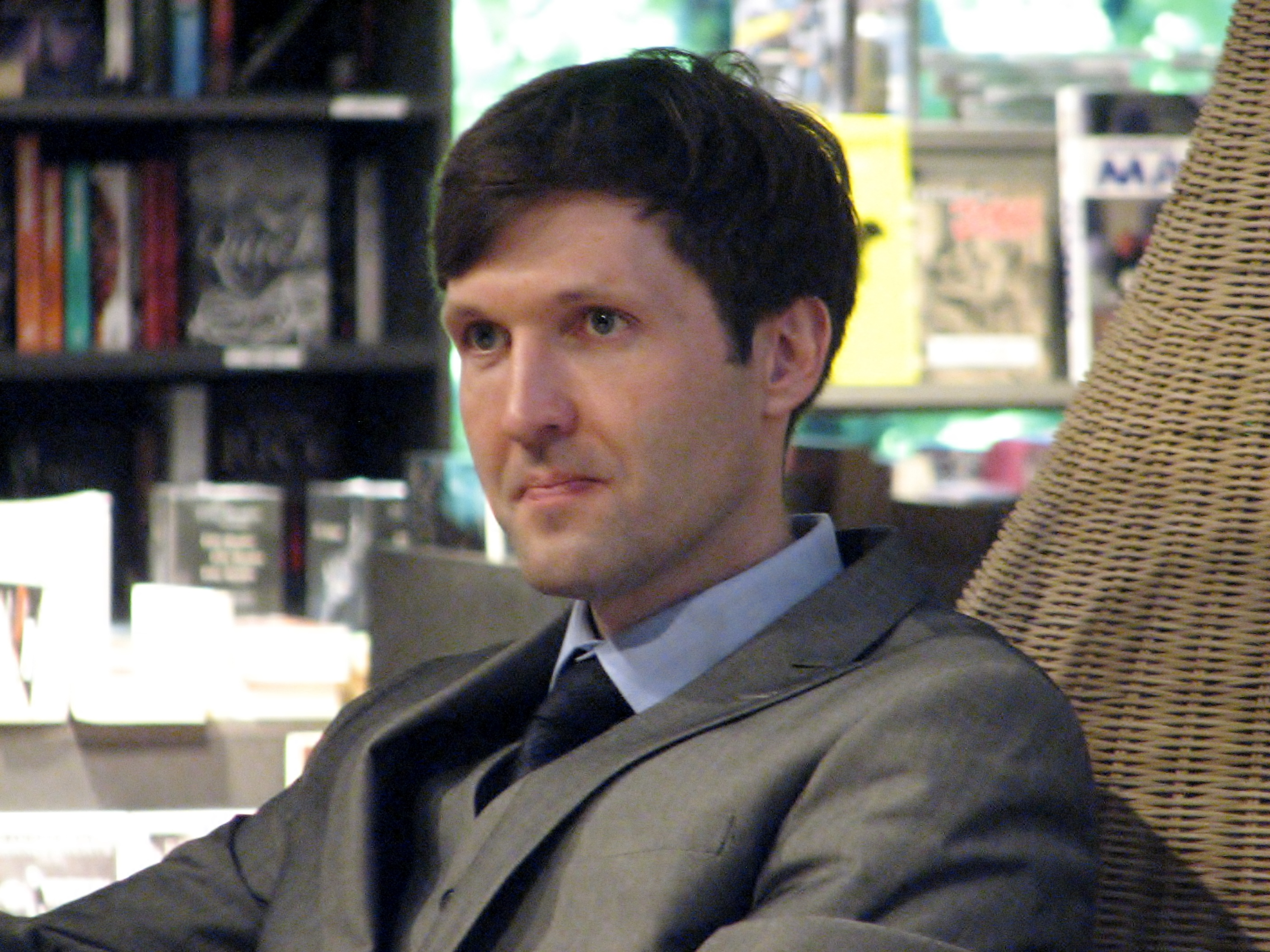
Martin Helme (2014)

Martin Helme (* 24. April 1976 in Tallinn) ist ein estnischer Politiker. Seit Juli 2020 ist er Vorsitzender der Eesti Konservatiivne Rahvaerakond (EKRE). Von April 2019 bis Januar 2021 war er zudem Estlands Finanzminister.

## Leben
Martin Helme wurde 1976 als Sohn von Mart (* 1949) und Sirje Helme (* 1949) in der Hauptstadt der damaligen Estnischen SSR geboren. Nach seinem Schulabschluss besuchte er die Universität Tartu. Sein dortiges Geschichtsstudium schloss er im Jahr 2000 ab. Danach war er in den Jahren 2004 bis 2007 für das baltische Nachrichtenportal Delfi tätig.

### Politik
Martin Helme war 2006 ein Gründungsmitglied der nationalistischen Vereinigung Eesti Rahvuslik Liikumine („Estnische Patriotische Bewegung“), die sich gegen den (vermeintlichen) russischen Einfluss in Estland einsetzte. Sie forderte unter anderem die Entfernung des „Bronzesoldaten von Tallinn“ (eines Denkmals für die im Zweiten Weltkrieg gefallenen Soldaten der Roten Armee) und lehnte den Bau der russisch-deutschen Gasleitung Nord Stream sowie die EU-Mitgliedschaft Estlands ab, während sie eine NATO-Basis im Land ausdrücklich befürwortete. Von 2008 bis 2011 war Helme Vorsitzender der Organisation. Er trat als unabhängiger Kandidat bei der Europawahl 2009 an und erhielt 9.832 Stimmen (2,5 %) – mehr als die Estnische Volksunion des ehemaligen Staatspräsidenten Arnold Rüütel, aber zu wenig für einen Sitz im EU-Parlament.
Die Estnische Patriotische Bewegung fusionierte 2012 mit der gemäßigteren, ländlich-konservativen Estnischen Volksunion zur nationalkonservativen Eesti Konservatiivne Rahvaerakond (EKRE; „Estnischen Konservative Volkspartei“). Diese wählte Martins Vater Mart Helme zu ihrem Vorsitzenden. Bei der Parlamentswahl 2015 zog Martin Helme für seine Partei ins estnische Parlament (Riigikogu) ein und übernahm in der Folgezeit den Fraktionsvorsitz.
Nach der Wahl 2019 wurde die EKRE Teil der neuen Koalitionsregierung unter Jüri Ratas, die am 29. April 2019 vereidigt wurde. Im Kabinett Ratas II übernahm Helme den Posten des Finanzministers der Republik Estland. Mit dem Rücktritt der Regierung Ratas wegen Korruptionsvorwürfen endete im Januar 2021 auch Helmes Amtszeit als Finanzminister. Er kehrte daraufhin als Abgeordneter ins Parlament zurück, übernahm kurzzeitig nochmals den Fraktionsvorsitz bei der EKRE und wurde bei der Neubesetzung des Parlamentspräsidiums im März 2021 zweiter Vizepräsident.

### Privates
Helme ist verheiratet und Vater von fünf Kindern.
Neben seinen Eltern zählt sein Cousin, der Schriftsteller Peeter Helme (* 1978), zu seinen bekanntesten Verwandten.

## Kontroversen
Als Urlaubsvertretung seines Vaters, der der Regierung als Innenminister angehörte, sorgte er im Sommer 2019 für einen Skandal, als er versuchte, den Chef des Polizei- und Grenzschutzamtes zu entlassen, eine Entscheidung, die nicht mit dem Ministerpräsidenten und den anderen Ministern abgestimmt war, obwohl die Ernennung und Entlassung des Behördenchefs von der gesamten Regierung getragen werden muss.
In einer gemeinsamen Radiosendung mit seinem Vater Mart bezeichnete Helme die US-Präsidentschaftswahl im November 2020 als „gefälscht“. In dem finalen Skandal, an dem die Regierung Ratas II zerbrach, waren Helme und seine Partei hingegen nur am Rand beteiligt. Eine Beraterin und Parteifreundin Helmes wurde im Zuge der Ermittlungen festgenommen.